# اکساکوزو، بایبرت
اکساکوزو، بایبرت (به لاتین: Akçakuzu, Bayburt) یک منطقهٔ مسکونی در ترکیه است که در استان بایبورت واقع شده‌است.

## خصوصیات
اکساکوزو ۶۷ نفر جمعیت دارد.